# Phragmanthera regularis
Phragmanthera regularis är en tvåhjärtbladig växtart som först beskrevs av Ernst Gottlieb von Steudel och Thomas Archibald Sprague, och fick sitt nu gällande namn av Michael George Gilbert. Phragmanthera regularis ingår i släktet Phragmanthera och familjen Loranthaceae. Inga underarter finns listade i Catalogue of Life.